# Xenococcus acropygae
Xenococcus acropygae är en insektsart som beskrevs av Williams 1998. Xenococcus acropygae ingår i släktet Xenococcus och familjen ullsköldlöss. Inga underarter finns listade i Catalogue of Life.